# Південне Ківу
Південне Ківу (фр. Sud-Kivu) — провінція на сході Демократичної Республіки Конго.
На півночі межує з провінцією Північне Ківу, на сході — з Бурунді й Танзанією.

## Адміністративний поділ
Провінція поділяється на 1 місто та 8 округів:
- Місто
  - Букаву (населення 533 757 чол.)
- Округи
  - Фізі (487 935)
  - Іджві (162 196)
  - Кабаре (461 511)
  - Калехе (462 465)
  - Мвенга (346 846)
  - Шабунда (653 907)
  - Увіра (396 585)
  - Валунгу (368 857)